# Barrett (album)
Barrett je druhé sólové album britského kytaristy a zpěváka Syda Barretta, který je známý jako zakladatel skupiny Pink Floyd a také její první frontman. Album vyšlo na podzim roku 1970 (viz 1970 v hudbě).
S prací na svém druhém, a také posledním albu, začal Barrett na konci února 1970, nedlouho po vydání své první desky s názvem The Madcap Laughs. Spolupracoval s Davidem Gilmourem a Rickem Wrightem, blízkými přáteli a také spoluhráči z Pink Floyd. Gilmour s Wrightem na albu nejen hráli jako studioví hudebníci, ale také jej produkovali. Nahrávání alba trvalo kratší dobu, než tomu bylo u The Madcap Laughs, neboť oba producenti výrazně pomohli Barrettovi se strukturou desky a nahrávání učinili více efektivnějším, čímž vzniklo o mnoho méně nevydaného materiálu.
Během nahrávání alba Barrett vystoupil 6. června 1970 Syd Barrett s Gilmourem a Jerry Shirleym na svém jediném sólovém koncertě, který se konal v rámci Music and Fashion Festival a který trval přibližně 15 minut.
Po vydání svého druhého alba se Syd Barrett stáhl do ústraní a kromě krátké epizody se skupinou Stars v roce 1972 a pokusným nahráváním v roce 1974 se definitivně vytratil z veřejného života.
Album Barrett vyšlo na CD v roce 1990. V roce 1993 bylo součástí boxsetu Crazy Diamond, tato verze obsahuje navíc sedm bonusových skladeb.

## Seznam skladeb
Všechny skladby napsal(i) Syd Barrett. 
| Strana 1 | Strana 1      | Strana 1 |
| Pořadí   | Název         | Délka    |
| -------- | ------------- | -------- |
| 1.       | Baby Lemonade | 4:10     |
| 2.       | Love Song     | 3:03     |
| 3.       | Dominoes      | 4:08     |
| 4.       | It Is Obvious | 2:59     |
| 5.       | Rats          | 3:00     |
| 6.       | Maisie        | 2:51     |

| Strana 2       | Strana 2                  | Strana 2 |
| Pořadí         | Název                     | Délka    |
| -------------- | ------------------------- | -------- |
| 1.             | Gigolo Aunt               | 5:46     |
| 2.             | Waving My Arms in the Air | 2:09     |
| 3.             | I Never Lied to You       | 1:50     |
| 4.             | Wined and Dined           | 2:58     |
| 5.             | Wolfpack                  | 3:41     |
| 6.             | Effervescing Elephant     | 1:52     |
| Celková délka: | Celková délka:            | 38:43    |

## Obsazení
- Syd Barrett – kytara, zpěv
- David Gilmour – baskytara, dvanáctistrunná kytara (1), varhany (4, 7, 10), bicí (3), vokály
- Rick Wright – klávesy, piano, harmonium, Hammondovy varhany
- Vic Seywell – tuba
- Jerry Shirley – bicí, perkuse
- Willie Wilson – perkuse
- John Wilson – bicí